# Bente Nordby
Bente Dalum Nordby (ur. 23 lipca 1974 w Gjøviku) – norweska piłkarka, grająca na pozycji bramkarza, wielokrotna reprezentantka Norwegii.

## Kariera piłkarska

### Kariera klubowa
Pochodząca z Raufoss rozpoczęła karierę klubową w miejscowej drużynie Raufoss/Vind. Później dołączyła Sprint-Jeløy. Potem występowała w klubach Athene Moss, Carolina Courage, San Diego Spirit, Kolbotn IL, Asker FK i Djurgårdens IF. Swoją karierę zawodową zakończyła w drużynie Lyon.

### Kariera reprezentacyjna
30 sierpnia 1991 roku po raz pierwszy zagrała w seniorskiej kadrze narodowej w przegranym 0:1 meczu towarzyskim z USA. Występowała na wielu turniejach finałowych mistrzostw Europy i świata. Wystąpiła w pierwszych pięciu Mistrzostwach Świata Kobiet FIFA, co jest osiągnięciem, którym może pochwalić się tylko zawodniczka z USA Kristine Lilly. Jest drugą pod względem liczby występów zawodniczką w historii Norwegii ze 172 występami w reprezentacji. Więcej ma tylko Hege Riise – 188. Jest także drugą najczęściej występującą w historii bramkarką w reprezentacji kobiet.
W dniu 24 stycznia 2008 roku Nordby ogłosiła odejście z reprezentacji.

## Sukcesy i odznaczenia

### Sukcesy klubowe
Lyon
- mistrz Francji: 2007/08, 2008/09
- zdobywca Pucharu Francji: 2007/08

### Sukcesy reprezentacyjne
- mistrz świata: 1995
- wicemistrz świata: 1991
- zwycięzca Letnich Igrzysk Olimpijskich: 2000
- brązowy medalista Letnich Igrzysk Olimpijskich: 1996
- wicemistrz Świata: 2005

### Sukcesy indywidualne
- najlepsza bramkarka Norwegii: 2007